# المديرية العامة للآثار
المديرية العامة للآثار (بالفرنسية: La Direction Générale des Antiquités et des Musées)‏ هي هيئة حكومية لبنانية، ووحدة فنية تابعة لوزارة الثقافة، وهي مسؤولة عن أنشطة الحماية والترويج والحفر في جميع مواقع التراث الوطني في لبنان. السيد سركيس خوري هو المدير العام إضافة لموظفين آخرين بمن فيهم جومانا نخلة ولور سلوم.

## التنظيم
تنقسم الإدارة العامة إلى عدة مديريات مباشرة مختلفة منها:
- مديرية الآثار الأثرية والتراث العمراني هي المسؤولة عن مسح المواقع والمعالم الأثرية والمباني ذات القيمة الأثرية أو العلمية أو الهندسية أو الفنية، سواء فوق أو تحت الأرض أو الوقوف أو التلاشي أو الانتثار أو في المياه الإقليمية. المديرية مسؤولة أيضا عن قوائم في قوائم الآثار العامة، وقوائم الممتلكات الثقافية المعترف بها أو المصنفة. وهي مسؤولة عن اقتراح مشاريع القوانين واللوائح لحماية الممتلكات الثقافية إلى جانب الاستيلاء عليها والاستيلاء عليها لحراسة الممتلكات المجاورة وصيانتها. وتشارك المديرية في نشر وتوثيق الممتلكات الأثرية لمزيد من الدراسة ووضع أحكام لاستقبال الزوار. وهي مسؤولة أيضًا عن اكتشاف انتهاكات المواقع الأثرية والآثار التقليدية والتاريخية وكذلك طلب الملاحقات القضائية عند الضرورة. يشاركون في تخطيط الدراسات والمشاريع مع المؤسسات العامة والخاصة والجامعات والمعاهد العلمية والأفراد في جميع أنحاء العالم في المساهمة في الحفاظ على التراث والمساعدة في هذه المهام.
- مديرية الحفريات الأثرية والمسؤولة عن البحث عن المواقع الأثرية والمصنوعات اليدوية، وحفرها وتنظيمها والرجوع إليها. وهي تخوِّل وترصد طلبات الأطراف المحلية والأجنبية بالاضطلاع بمثل هذه العمليات وتهتم بإدارة وحراسة المواقع والحفاظ عليها وكذلك ضمان نشر البحوث والدراسات بشكل مناسب. تشرف هذه المديرية أيضًا على الحفاظ على الهياكل الأثرية والبقايا أثناء تنفيذ مشاريع البناء الكبرى والأشغال الزراعية والمقالع والمرافق العامة والبنية التحتية، واتخاذ التدابير الإدارية والقانونية المناسبة للقيام بأعمال الحفر والتحكم فيها حيث يتم اكتشاف البقايا الأثرية.
- تتولى إدارة الممتلكات الأثرية المنقولة مهام توثيق وجرد الأشياء المنقولة والتحف الموجودة أو التي يتم صنعها داخل الأراضي اللبنانية والمياه الإقليمية، سواء فوق سطح الأرض أو تحت الأرض، في مستودعات تابعة للمديرية أو مؤسسات عامة أو خاصة أو أفراد مثل تجار التحف والهواة. كما أنها مسؤولة عن إدراج الممتلكات المنقولة في قائمة الآثار العامة أو قوائم الممتلكات الثقافية المعترف بها أو المصنفة. وهي مسؤولة عن اقتراح مشاريع القوانين واللوائح لحماية الممتلكات الثقافية إلى جانب الاستيلاء عليها والاستيلاء عليها لحراسة الممتلكات المجاورة وصيانتها. وتشارك المديرية في نشر وتوثيق التحف والأشياء المنقولة المشابهة للتحف وكذلك اقتراح تصنيفها وشرائها وحيازتها. وهي مسؤولة عن تخزين الممتلكات وصيانتها واقتراح طرق لاستخدامها وإقراضها وعرضها ومراقبة التجارة والنقل. وتشارك في طلبات بناء متاحف جديدة للتحف والتراث وتنسيق التعاون والتبادل بين المؤسسات والمنظمات العلمية في جميع أنحاء العالم من أجل توفير أقصى استفادة من مجموعة المديرية في العروض والمتاحف الأثرية المعتمدة.

## آنظر أيضا
- آثار لبنان

## وصلات خارجية
- وزارة الثقافة اللبنانية
- وزارة الثقافة - المديرية العامة للآثار